# Juravnîkî, Horohiv
Juravnîkî (în ucraineană Журавники) este localitatea de reședință a comunei Juravnîkî din raionul Horohiv, regiunea Volînia, Ucraina.

## Demografie
Componența lingvistică a localității Juravnîkî
     Ucraineană (98,69%)
     Alte limbi (0,48%)
Conform recensământului din 2001, majoritatea populației localității Juravnîkî era vorbitoare de ucraineană (98,69%), existând în minoritate și vorbitori de alte limbi.